# Cellach mac Diarmata
Cellach mac Diarmata  († 1003) est roi d'Osraige dans l'actuel comté de Kilkenny et règne de 996 à 1003. 

## Biographie
Cellach est le fis du Rigdama c'est-à-dire Tanaiste Diarmait († 972) « tué lors d'une défaite des « Hommes d'Osraige » en Iarthir-Liphi »  lui-même fils ainé de Donnchad mac Cellaig
Son bref règne de six années   laisse peu de mentions dans les annales. Il accède au trône après la mort de son oncle Gilla Pátraic mac Donnchada . 
Sa mort est relevée en 1003 par les Annales des quatre maîtres  et en 1003 par les Annales d'Ulster  et les Annales d'Innisfallen  qui précisent qui il est tué par Donnchad mac Gilla Pátraic présenté comme « le fils du frère de son père » qui lui succède.

## Sources
- (en) T.W Moody, F.X. Martin,F.J. Byrne, Maps, Genealogies, Lists. A companion to Irish History part II, Oxford, Oxford University Press, coll. « A New History of Ireland » (no 9), 2011, 674 p. (ISBN 978-0-19-959306-4), p. 135 & 202-203 « Kings of Osraige, a.842-1176 »
- Stokvis, Anthony Marinus Hendrik Johan, préface de H. F. Wijnman, Manuel d'histoire, de généalogie et de chronologie de tous les États du globe, depuis les temps les plus reculés jusqu'à nos jours, Israël, 1966, p. 272 Table n°28a Généalogie des rois d'Ossory
- (en) Bart Jaski, Genealogical tables of medieval Irish royal dynasties, Dublin, Four Courts Press, 2013 (ISBN 9781846824265), p. 127 Tableau-47 Osraige b.9th-12th c.